# Philippe Gabriel Thill

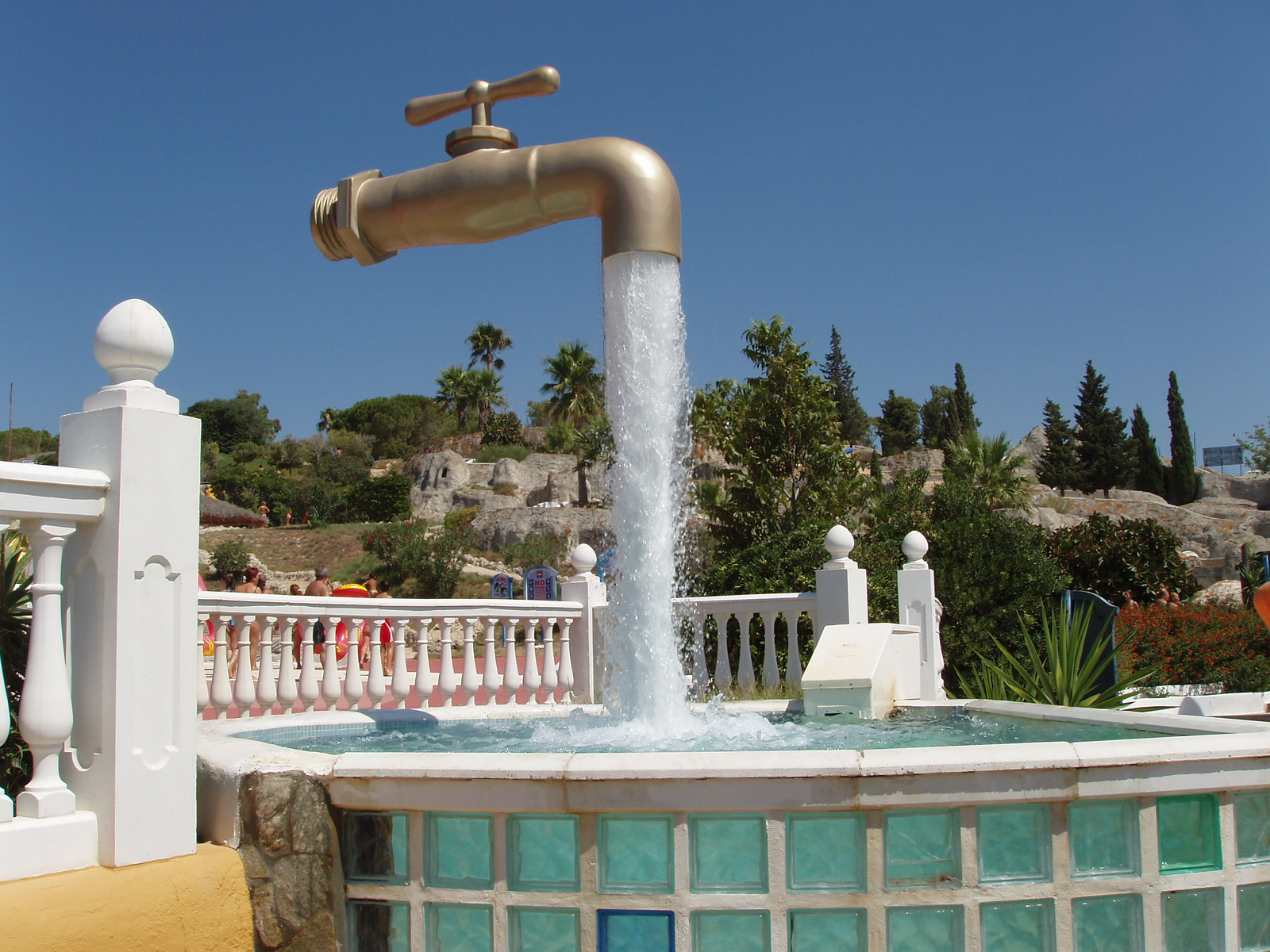
El grifo mágico

Philippe Gabriel Thill (Saint-Genis-Laval, 10 de diciembre de 1937 - Cassis, 2 de febrero de 2010), conocido como Philippe Thill fue un escultor francés, nacido en 1937 y fallecido en Cassis el 2010. Ganador del Premio de Roma en 1963.

## Datos biográficos
Philippe Thill nació en 1937, su madre artista pintora y el padre ingeniero y poeta. Se crio en diferentes barrios de Marsella y Toulon. A la edad de 15 años, después de haber sido educado en el Liceo Marseilleveyre entró en la Escuela de Bellas Artes de Marsella, donde ganó numerosos premios.
Posteriormente se trasladó a París. Fue admitido el año 1956 en la Escuela superior de Bellas Artes de París y fue alumno de Marcel Gimond y de Henri-Georges Adam. Obtuvo becas de viaje y se convierte en Massier el taller.
En 1959 recibió el Premio de Escultura de la Sección Francesa de la tercera Bienal de París y luego en 1961 y 1962, el Gran Premio de Arte Monumental (que se consideraba entonces el rival moderno del Gran Premio de Roma). En 1963, siendo alumno de la Escuela Superior Nacional de Bellas Artes en París, se presentó a la convocatoria del premio de Roma. Ese año las bases del concurso marcaron como título de la obra a presentar "El viento" (Le Vent en francés) y la técnica a desarrollar el bajorrelieve. Bajo esas premisas Phillippe Gabriel obtuvo el Primer puesto en el certamen (ex-æquo con Jacqueline Deyme ). Philippe Thill obtuvo el primer Grand Prix de Roma en escultura (empatado con Jacqueline Deyme ).
Como recompensa obtiene una beca de estudios en Roma. Permanece pensionado como residente de la Villa Médici entre 1964 y 1967.
En 1964 recibió la Gran Medalla de la Academia de Var.
A continuación, pasó cuatro años en la Villa Médicis desde 1964 a 1967 entrando en contacto con Balthus, entonces director de la Academia de Francia en Roma, y también con André Barrelier, Brigitte Baumas, Jacqueline Deyme, Jean-Marc Lange, Frédérique Klossowski de Rolla...
Tras su estancia en Italia, regresó a París.
Falleció a principios de 2010, tras tres años de lucha contra el cáncer, en su casa de Cassis. En mayo la galería JTM de París presentó una exposición retrospectiva en su memoria.

## Obras
Philippe Thill ha realizado esculturas de bronce, pero en la mayor parte de su obra es la resina su material de elección. También realizó alrededor de sesenta obras monumentales.
Entre las mejores y más conocidas obras de Philippe Gabriel Thill se incluyen aquellas que ocupan un lugar público, siendo de dimensiones monumentales.
Ese es el caso de las manos que, saliendo de la tierra sujetan unas hebras rojas.
Sus obras están caracterizadas por el cambio de escala de los objetos habituales. Así lo vemos en la regadera de Alicia, la maceta de agave, el grifo mágico o la baliza de tráfico.
Esta faceta divertida también la vemos en El meteorito, Se trata de una gran piedra que cae sobre un estanque, con surtidores simulando la salpicadura.
El agua está presente en muchas de sus obras, sobre todo con objetos desde los que se vierte el agua, en fuentes casi surrealistas. Este efecto lo utiliza en las citadas, regadera, grifo y también en la columna con un caldero encima desde el que brota el agua.
Ha trabajado también la madera, con tallas directas sobre troncos de árbol. Parte de su aspecto original se conserva y otra parte es modificada mediante el corte y el pulido. Convirtiéndose en presencias abstractas.
Sus bronces son ligeramente más figurativos, adivinando en algunas figuras humanas y también en ocasiones fragmentos de cuerpos humanos.
Otra faceta del escultor la encontramos en sus objetos de pared. Se trata de relieves que simulan los pliegues de las telas o el arrugado del papel, aunque siempre con materiales rígidos, y con forma fija.
Una evolución de este trabajo es el uso de moldes, a partir de los cuales surge el relieve en resina.  (enlace roto disponible en Internet Archive; véase el historial, la primera versión y la última).. Este trabajo puede presentarse en formato monumental, por ejemplo en la entrada de un edificio, o en formato reducido, en lo que el artista denomina paneles, que pueden ser de terracota o resina.
- Le Vent - El Viento, (1962)bajorrelieve en yeso, conservado en la École nationale supérieure des beaux-arts de París[13]

## Exposiciones
Una exposición « Philippe Thill, œuvres intimes» ha sido consagrada a Philippe Thill en mayo de 2010 en París.
Una exposición « Hommage à Philippe Thill» está programada para ser presentada entre el 14 y el 23 de octubre de 2011 en Cassis (Bouches-du-Rhône).